# Actor sequitur forum rei
Actor sequitur forum rei es una locución latina empleada en el derecho procesal que viene a significar que el demandante debe litigar en el foro del demandado. Se trata de poner de manifiesto el principio general de que en el pleito prevalece la jurisdicción territorial o personal del demandado.
Es uno de los brocardos jurídicos recogidos en las denominadas Regulae Iuris que aparecen cerrando el Liber Sextus, de Bonifacio VIII.